# Franz Weber (skieur de vitesse)
Pour les articles homonymes, voir Weber.
Cet article concerne un skieur de vitesse autrichien. Pour l'écologiste suisse, voir Franz Weber.
Franz Weber, né le 3 octobre 1956 à Innsbruck, est un skieur de vitesse autrichien.

## Biographie
Il est sacré 5 fois de suite Champion du monde (S1) de 1980 à 1984.
En 1982 à Silverton il devient recordman du monde avec une vitesse de 203,916 km/h. En 1984, il porte ce record à 208,937 km/h aux Arcs. Il détiendra ainsi ce record de 1982 à 1987. 
Il prend sa retraite sportive en 1985.
Mais il revient participer en 1992 aux Arcs à l'unique édition de l'épreuve de ski de vitesse aux Jeux olympiques et il y prend la 8e place avec une vitesse de 222,222 km/h, qui constitue son record personnel.